# Leif Boork
Leif Erik Boork (* 3. července 1949 Stockholm) je švédský hokejový trenér. Vedl kluby IFK Östberga, Tibro IK, Nynäshamns IF HC, Hammarby IF a Djurgårdens IF Hockey. Vyhrál s Djurgårdens Elitserien 1982/1983 a v roce 1984 byl jmenován trenérem reprezentace. Dovedl Švédy do finále Kanadského poháru 1984, ale na mistrovství světa v ledním hokeji 1985 v Praze obsadil jeho tým až šesté místo (nejhorší výsledek Švédů od roku 1937) a Boork byl propuštěn. Později trénoval SaiPa, Djurgårdens,
Mora IK, Västra Frölunda HC a MODO Hockey, norskou reprezentaci, IS Almtuna a Brynäs IF a od roku 2014 je hlavním koučem švédské ženské reprezentace. Byl také sportovním ředitelem klubu Hammarby, hráčským agentem a spolukomentátorem přenosů na stanici TV4, píše také sloupky pro deník Expressen.